# قبعة بشتونية
القبعة البشتونية (بالبشتوية: د پښتين خولۍ)‏ أو القبعة المزارية هي قبعة حمراء وسوداء منقوشة تُلبس من قبل سكان مزار شريف في أفغانستان، وهي منتشرة في جميع أنحاء أفغانستان وأجزاء من باكستان.
ارتبطت القبعة في الأصل بالهزارة والأوزبك والتركمان في أفغانستان، واكتسبت شعبية واسعة النطاق أيضًا بين البشتون بعد عام 2018 بسبب بروز منصور أحمد باشتين زعيم حركة بشتون تحفظ، والذي يرتديها عادة. وأصبحت القبعة رمزًا لحركة بشتون تحفظ والقومية البشتونية.